# José Gaos
José Gaos i González Pola (Gijón, Espanya, 26 de desembre de 1900 - Mèxic D.F., 10 de juny de 1969) va ser un filòsof espanyol, exiliat o "transterrat" (com ell mateix es va denominar) a Mèxic després de la Guerra Civil Espanyola.
Gaos va patir un crisi teòrica en viure la successió de diversos corrents filosòfiques que es presentaven a si mateixes com la veritable filosofia i la filosofia veritable. Ell va conèixer i va viure la filosofia, sent estudiant i professor, com una successió de veritats absolutes. Quan va començar a estudiar, Manuel García Morente li va presentar el (neo) kantisme com la filosofia veritable. Més tard, aquest mateix professor i Xavier Zubiri li van presentar la fenomenologia com la veritat absoluta. Poc després, Gaos entra en contacte amb l'obra de Martin Heidegger L'ésser i el temps (que més tard va traduir) i la veritat passa a ser l'existencialisme. Finalment, a través de l'obra del filòsof Wilhelm Dilthey la veritable filosofia es presenta com historicisme. Aquesta successió de veritats que va viure Gaos van portar a una crisi teòrica, que desemboca en la filosofia de la filosofia, el preguntar-se per l'ésser mateix de la filosofia. Gaos tractarà de solucionar aquest problema sostenint que la filosofia, en realitat, rau en la personalitat del subjecte que filosofa, de manera que, en última instància, la filosofia és incomprensible per als altres.
José Gaos també va dedicar molt temps a la reflexió sobre la vocació i la personalitat del filòsof. Conclourà que el filòsof es caracteritza essencialment per ser una persona superba.

## Obres
- La crítica del psicologismo en Husserl (tesis doctoral, 1928)
- La filosofía de Maimónides (1940)
- Dos ideas de la filosofía (Pro y contra de la filosofía de la filosofía) (junto con Francisco Larroyo, 1940)
- Antología filosófica. La filosofía griega y Antología de la filosofía griega (1941)
- El pensamiento hispanoamericano (1944)
- Dos exclusivas del hombre: la mano y el tiempo (1945)
- Antología del pensamiento en lengua española en la edad contemporánea (1945)
- Filosofía de la filosofía (1947)
- Método para resolver los problemas de nuestro tiempo (La filosofía del Prof. Northrop) (1950)
- En torno a la filosofía mexicana (1952)
- Filosofía mexicana en nuestros días (1954)
- La filosofía en la universidad (1956)
- Ensayos sobre Ortega y Gasset (1957)
- La filosofía en la universidad. Ejemplos y complementos (1958)
- Confesiones profesionales (1958)
- Discurso de filosofía y otros trabajos sobre la materia (1959)
- Once por ciento (1959)
- Introducción a la fenomenología (1960)
- Crítica del psicologismo en Husserl (1960)
- Orígenes de la filosofía y su historia (1960)
- Sobre enseñanza y educación (1960)
- Las críticas de Kant (1962)
- Doce por ciento (1962)
- Filosofía contemporánea (1962)
- De antropología e historiografía (1967)
- Del hombre (1970)
- Historia de nuestra idea del mundo (1973)